# Diệp Minh Châu
Diệp Minh Châu (10 tháng 2 năm 1919 - 12 tháng 7 năm 2002) là họa sĩ, điêu khắc gia Việt Nam. Ông được nhận Giải thưởng Hồ Chí Minh về văn học nghệ thuật (đợt 1 - 1996).

## Tiểu sử và sự nghiệp

### Thời kỳ đầu
Ông sinh năm 1919 tại làng chiếu xã Nhơn Thạnh, huyện Giồng Trôm, tỉnh Bến Tre nay thuộc thành phố Bến Tre, trong một gia đình nông dân . Ngay từ nhỏ, ông đã ham mê vẽ, nổi tiếng vẽ giỏi và được các bạn gọi là Châu "vẽ" . Năm 15 tuổi, ông về nhà giúp gia đình và gặp Hoàng Tuyển, tác giả bức tranh Tứ thời, và vẫn giữ niềm đam mê nghệ thuật. Ông ra Hà Nội, theo học lớp dự bị trường Mỹ thuật Đông Dương, làm thuê để kiếm sống. Học được một năm, ông trở về quê nhà .
Năm 1940, ông đỗ thủ khoa kì thi tuyển Trường Cao đẳng Mỹ thuật Đông Dương. Để có tiền đóng học phí, ông tiếp tục làm thêm nghề vẽ phông màn cho các gánh hát ở Hà Nội. Năm 1942, một số tranh của ông như Trăng thu, Nhớ mong, Hương sắc đã gây được sự chú ý của giới mỹ thuật. Ông đã giành các giải thưởng tại Triển lãm Mỹ thuật Toàn quốc như: huy chương đồng cho tranh Văn Miếu (1942), huy chương bạc cho bức tranh lụa Cầu Nguyện (1943). Ông tham gia phong trào sinh viên yêu nước. Ông vừa tham gia phong trào truyền bá chữ Quốc ngữ, vừa vẽ bìa cho các bản nhạc yêu nước của Lưu Hữu Phước, thiết kế mỹ thuật cho các đêm diễn của ban kịch Tổng hội sinh viên Hà Nội . Tuy nhiên, ông đã không tốt nghiệp trường Mỹ thuật do Nhật đảo chính Pháp . Ông trở về quê nhà, tiếp tục vẽ tranh, tổ chức triển lãm ở Bến Tre và Mỹ Tho, lấy tiền giúp nạn đói ở miền Bắc. Ông tham gia vào Thanh niên tiền phong và tham gia cướp chính quyền tại thị xã Bến Tre.

### Tham gia kháng chiến
Kháng chiến chống Pháp bùng nổ, ông làm trưởng ban trừ gian huyện Châu Thành, Bến Tre. Ông ghi lại trong Hồi ký của mình: "Hận dân tộc dâng cao trong tôi, tôi vào nhà xếp bút màu gửi má tôi cất giùm, tôi xé giấy thông hành, giấy thuế thân rồi đi lãnh mọi công tác mà cách mạng giao phó" . Cuối năm 1946, ông chuyển về liên khu 8, trở thành phóng viên. Ông đi theo Vệ quốc đoàn tới nhiều nơi như Gò Công, Mỹ Tho, Bến Tre, Sa Đéc, vùng Đồng Tháp Mười, ghi lại nhiều bức tranh về những cảnh lao động, sản xuất, chiến đấu như Phong cảnh Đồng Tháp Mười, Lớp học bình dân trong lán ven rừng, Qua rừng Lá, Du kích qua làng, Chiến sĩ rẽ lau... Trong thời gian này, ông được biết tới với bức Chiến sĩ Lê Hồng Sơn hy sinh lúc xung phong (1947), vẽ tại Vàm Nước Trong (Mỏ Cày), bằng chính máu của người chiến sĩ hy sinh  và bức tranh Bác Hồ và 3 thiếu nhi Trung Nam Bắc vẽ bằng chính máu của mình . Bức tranh Bác Hồ được vẽ trên lụa, và ông đã gửi một bức thư cho Chủ tịch Hồ Chí Minh (trong bức thư ông gọi Chủ tịch bằng Cha) bày tỏ khát vọng hòa bình và giải phóng dân tộc.
Năm 1949, ông được chuyển về công tác tại Viện Văn hóa kháng chiến Nam Bộ do giáo sư Hoàng Xuân Nhị làm Giám đốc tại khu 9. Giữa năm 1950, ông trở ra Việt Bắc, đi từ Nam Bộ sang Campuchia, Thái Lan rồi Trung Quốc tới Việt Bắc mất 8 tháng. Ông ở Việt Bắc hơn 6 tháng, sống gần chủ tịch Hồ Chí Minh. Ở đây ông đã vẽ hơn 30 bức tranh đề tài Bác Hồ như Bố cục nhà Bác trên đồi (lụa – 1951), Bác làm việc ở nhà sàn Việt Bắc (sơn dầu – 1951), Bác câu cá bên bờ suối (sơn dầu – 1951), Ánh nắng trưa trước sân nhà Bác (sơn dầu – 1951)...

### Sau 1951

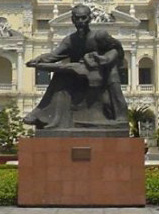
Bức tượng Bác Hồ với thiếu nhi tại thành phố Hồ Chí MInh

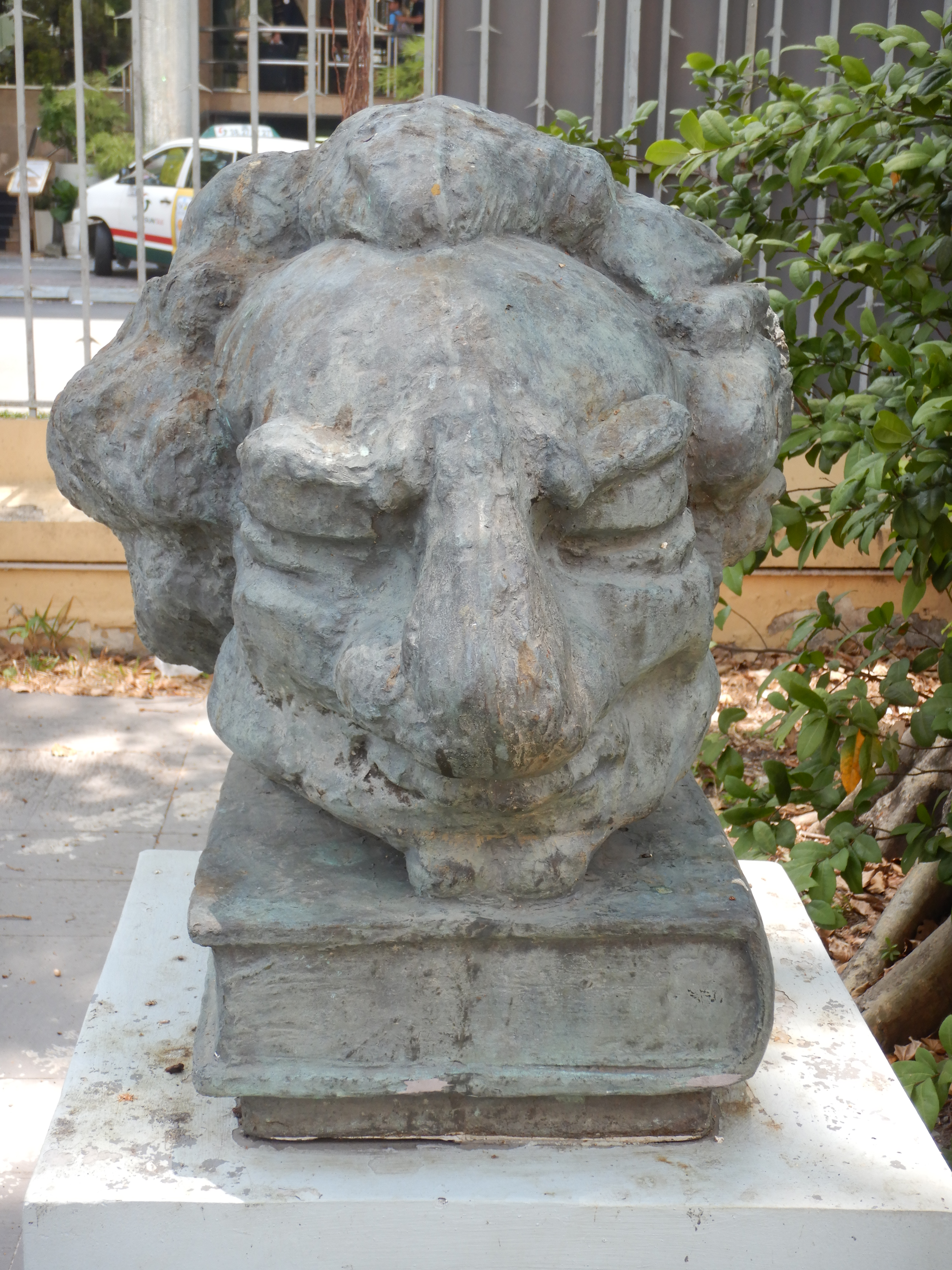
Nguyễn Tuân.

Năm 1952, ông được cử sang học điêu khắc Viện Hàn lâm Mỹ thuật Tiệp Khắc. Trước khi về nước, ông còn đến nghiên cứu về nghệ thuật tượng đài ở Liên Xô và Ấn Độ trong nhiều tháng. Năm 1956, ông trở thành giảng viên trường Mỹ thuật Việt Nam cho đến ngày thống nhất đất nước năm 1975. Ông tu nghiệp tại Ấn Độ một năm (1957). Trong thời gian đó, ông vẫn tiếp tục sáng tác với hàng loạt tác phẩm đề tài anh hùng cách mạng như Võ Thị Sáu trước quân thù, Lòng người miền Nam, Căm thù Phú Lợi, Miền Nam bất khuất, Miền Nam thành đồng, Người mẹ Việt Nam...
Sau 1975, ông trở về Thành phố Hồ Chí Minh, tiếp tục sáng tạo và giúp đỡ nhiều nghệ sĩ trẻ. Lúc cuối đời, ông đã hoàn thành tác phẩm Bác Hồ bên suối Lê-nin bằng thạch cao và Bác Hồ với thiếu nhi bằng đồng đặt trước trụ sở Ủy ban nhân dân Thành phố Hồ Chí Minh . Ông từng giữ chức Chủ tịch danh dự Hội Mỹ thuật Thành phố Hồ Chí Minh, giảng viên trường Cao đẳng Mỹ thuật Việt Nam, Ủy viên thường vụ Ban chấp hành Hội Mỹ thuật Việt Nam, Chủ tịch Hội Mỹ thuật Thành phố Hồ Chí Minh.
Ông qua đời ngày 12 tháng 7 năm 2002 tại thành phố Hồ Chí Minh, hưởng thọ 83 tuổi. Gia đình ông đã mở nhà lưu niệm mang tên ông để tưởng nhớ tới ông.
Năm 1996, nhà nước trao tặng ông giải thưởng Hồ Chí Minh về văn học nghệ thuật.

## Tác phẩm

Bác Hồ và ba em thiếu nhi Trung -Nam -Bắc.

Ông đã sáng tạo hàng ngàn bức tranh và tượng, một số ở bảo tàng thế giới như Tiệp Khắc, Liên Xô, Ấn Độ. Đề tài Bác Hồ ông có hơn 200 tác phẩm. Những tác phẩm nổi tiếng của ông là :
- Bác Hồ và ba em thiếu nhi Trung -Nam -Bắc. (Tranh lụa vẽ bằng máu 1947).
- Bác Hồ câu cá ở Việt Bắc (tranh sơn dầu 100 cm x 70)
- Võ Thị Sáu (tượng tròn)
- Lòng người miền Nam (tượng tròn)
- Miền Nam trên đất Bắc (tượng tròn)
- Phú Lợi (tượng tròn)
- Hương sen (tượng tròn)
- Bác Hồ ở Việt Bắc (tượng đồng - 1990)
- Tượng đài Bác Hồ bằng đá hoa cương cao hơn 8m, 180 tấn (1993), dựng tại công viên 23/9 của thành phố Hồ Chí Minh (năm 1997) được xem là tượng chân dung lớn nhất Việt Nam từ trước đến nay [6].
- Tượng đài Trương Định (đá hoa cương - cao 8m nặng 80 tấn)
- Tượng Bác Hồ bên suối Lê-nin bằng thạch cao và Bác Hồ với thiếu nhi bằng đồng đặt trước trụ sở Ủy ban nhân dân TP Hồ Chí Minh.

Hiện nhiều tác phẩm của ông được sao chép và trưng bày tại Nhà lưu niệm Diệp Minh Châu.

## Triển lãm
Ông đã từng tham dự hơn 50 triển lãm cá nhân và tập thể trong và ngoài nước. Trong đó gồm có :
- Triển lãm Mỹ thuật toàn quốc năm 1942 và 1943 (giành huy chương đồng và huy chương bạc)
- 1946: Triển lãm tranh trước cách mạng và kháng chiến tại Ấp Bắc Mỹ Tho.
- 19/5/1947: Triển lãm tại Năm Ngàn (Đồng Tháp Mười) nhân ngày sinh nhật Chủ tịch Hồ Chí Minh.
- 2/9/1947: Triển lãm tranh tượng tại xã Thiên Hộ (Đồng Tháp Mười) kỉ niệm lễ độc lập 2 tháng 9
- 2/9/1948: Triển lãm mừng lễ độc lập tại Ngan Dừa Rạch Giá.
- 1948 - 1949: Trưng bầy nhiều triển lãm trong vùng kháng chiến Nam Bộ.
- 1951: Triển lãm tranh chân dung tại Đại hội Đảng toàn quốc lần thứ 2

Triển lãm cá nhân ở nước ngoài
- 1 triển lãm cá nhân ở Ba Lan (1951)
- 8 triển lãm cá nhân tại Tiệp Khắc (1951) được Chính phủ Tiệp Khắc mua 4 bức cho bảo tàng Praha.
- Triển lãm cá nhân 100 bức tranh về Ấn Độ tại New Dehli (1957).

## Tính cách
Ông là một con người vui tính, lạc quan và được nhiều người quý mến . Chủ tịch nước Nguyễn Minh Triết đã viết về ông: "Một con người mà ai ai cũng hết lòng yêu thương và kính trọng" .